# Lorica (San Giovanni in Fiore)
Lorica è una frazione divisa fra i comuni di San Giovanni in Fiore e Casali del Manco, situata nella Sila Grande a un’altitudine di 1314 metri s.l.m.
È un centro a vocazione turistica, grazie anche alla presenza di impianti sciistici e alla sua pittoresca posizione sulle sponde del lago Arvo, creato dalla Società Meridionale di Elettricità (S.M.E.) nel 1927 a seguito dello sbarramento dell'omonimo fiume.

## Origini del nome
Il nome deriva dal latino “lorìca” (corazza), e potrebbe essere interpretato come un posto sicuro, invalicabile con pochi abitanti, dove nascondersi e proteggersi da eventuali avversari o nemici, ma non essendoci dati certi riguardo al ritrovamento di segni e manufatti che possano indicare la presenza dell'uomo sin da antiche origini, il termine dovrebbe riferirsi all'aspetto naturale della zona, che come una roccaforte vegetale, nei secoli scorsi si presentava all'uomo come un habitat impermeabile e selvaggio. Esiste poi una leggenda popolare che narra, secondo l'etimologia dei nomi, che a Lorica, fu trovata la corazza di un antico cavaliere, in località Cavaliere.

## Storia

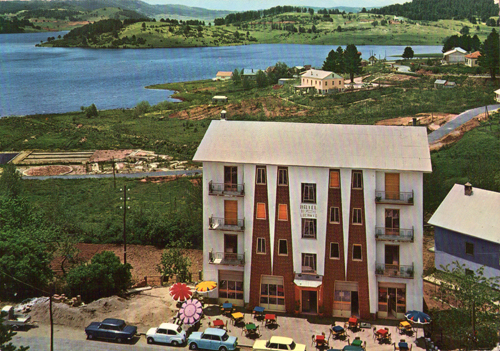
Lorica in una cartolina degli anni sessanta

Il territorio di Lorica, non è mai stato abitato prima del XX secolo. Con molta probabilità i terreni e le aree circostanti furono usate per il pascolo d'altura. Le prime testimonianze di residenze effettive, le si ritrovano all'inizio del secolo scorso, con costruzioni in legno di capanni, e in seguito di villini residenziali. Il villaggio ha avuto una rapida crescita dopo il 1930, quando venne completata la diga che diede origine al lago Arvo. Il villaggio nella sua breve storia ha vissuto periodi di grande splendore turistico e momenti di crisi profonda, registrando annate di parziale o totale abbandono per larga parte dell'anno. Altre fonti, invece, vorrebbero l'area abitata dai guardiani dei grandi latifondisti prima del XX secolo. È inoltre presente un antico romitorio risalente al XII secolo e realizzato da Gioacchino da Fiore.

### Il villaggio dei due comuni
Lorica fa parte di quella speciale categoria di frazioni urbane facenti parte di più comuni. Il nucleo urbano infatti, in parte ricade nel territorio di San Giovanni in Fiore, la parte più consistente dell'abitato, nonché il lungolago e le attività di servizio principali, in parte nel territorio di Casali del Manco. Per meglio affrontare la gestione e garantire i servizi primari, negli anni '60 i comuni di San Giovanni in Fiore e Pedace (attualmente frazione di Casali del Manco), decidono di costituire un consorzio per i servizi pubblici.
I maggiori promotori del consorzio sono l'allora sindaco di Pedace Rita Pisano, e Mario Cosentini, che più di altri si sono spesi nel far decollare il villaggio turistico. Pedace fu il comune che gestiva la situazione dei servizi a Lorica, mentre San Giovanni in Fiore era il maggiore ente finanziatore.Gli impianti di risalita per accedere alle piste da sci, si trovano in località “Cavaliere di Lorica”, che ricade nel territorio comunale di Casali del Manco (alla partenza della cestovia) così come gli impianti posti sulla vetta, facendo di Lorica un piccolo villaggio diviso amministrativamente tra due comuni.

### Il lago Arvo

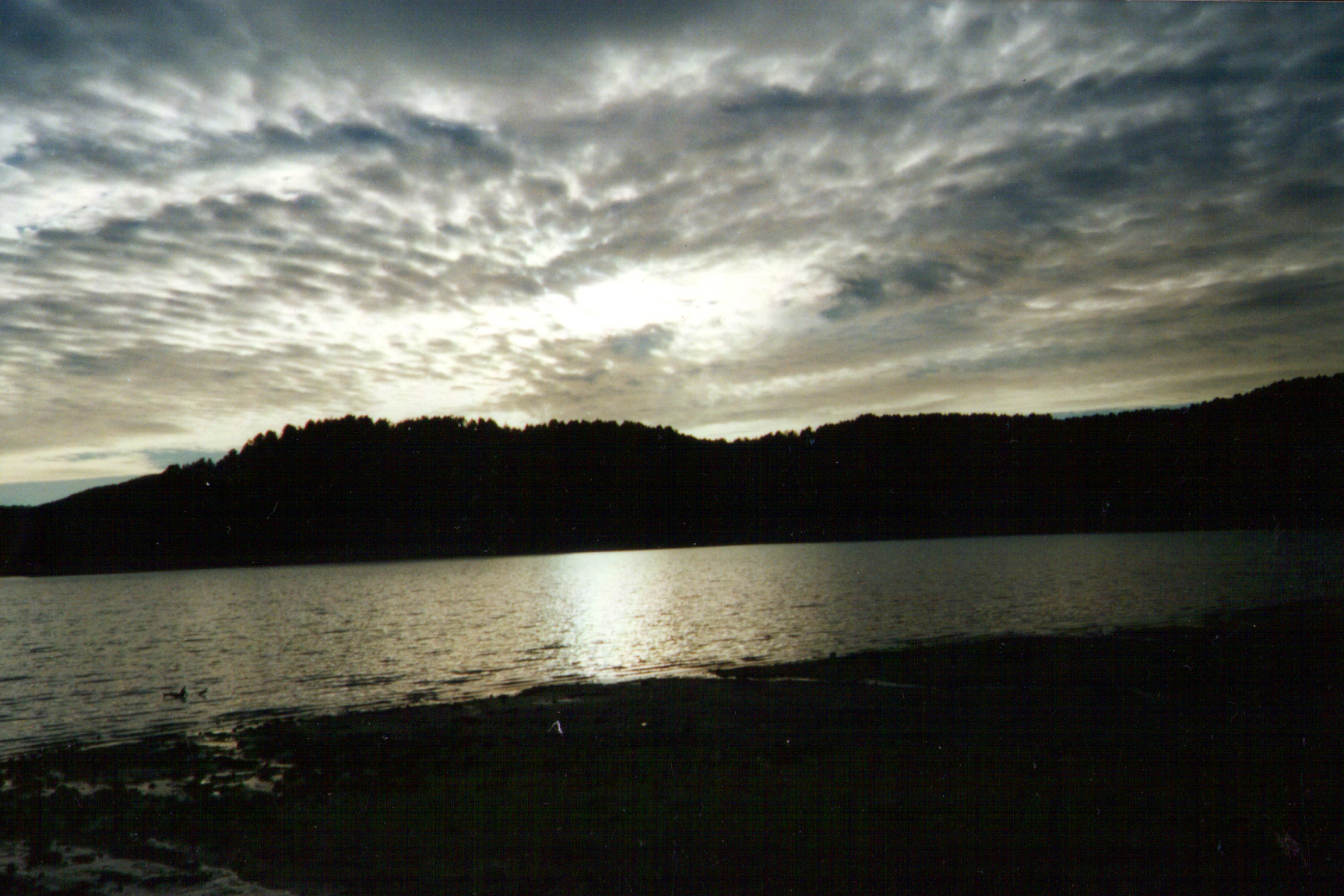
L’Arvo al tramonto

Sviluppatasi lungo l'asse viario della SS 108 bis che da San Giovanni in Fiore porta al bivio di “Bocca di Piazza” e da cui si raggiungono i paesi della pre-sila cosentina, nel corso degli anni una parte dell'abitato si è estesa presso il lungolago, la strada di accesso che porta il villaggio ai piedi del lago Arvo, di origine artificiale.
L'invaso, incastonato fra le due più alte vette dell'altipiano silano, ovvero Botte Donato da una parte e Montenero dall'altro, è navigabile, e negli anni ha ospitato gare di canottaggio e windsurf.

### Dagli anni cinquanta agli anni settanta

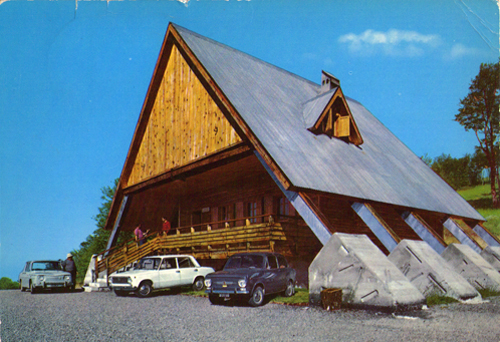
Il vecchio rifugio su Botte Donato distrutto da un incendio - cartolina anni sessanta

L'immediato dopoguerra è il periodo di maggior splendore per il villaggio. Nel ventennio successivo infatti, vengono realizzate importanti infrastrutture alberghiere e ricettive, ristoranti e sale convegni, ma soprattutto viene approvato il progetto di realizzare piste da sci da discesa sul versante più scosceso di Botte Donato con relativi impianti di risalita. L'intuizione sarà fortunosa, il villaggio infatti subirà un buon processo di crescita economica, che tuttavia non intaccherà lo splendido scenario e la bellezza del villaggio. Il lago Arvo, darà un'ulteriore spinta al processo economico di Lorica. Verrà infatti, reso navigabile e sulle sue sponde si alterneranno gare di canottaggio da gare e manifestazioni di windsurf.
Il villaggio diventerà ben presto una delle mete turistiche calabresi più rinomate, ed insieme alla vicina Camigliatello Silano, una delle mete di montagna più importanti di tutto il meridione d'Italia, attirando ogni anno migliaia di turisti, provenienti soprattutto dalle Regioni del Sud. Avere una casa a Lorica, negli anni sessanta, per i cosentini era una specie di status symbol, da ostentare in ogni occasione.

### Gli anni ottanta e la crisi
Dopo la crescita economica ed urbana del villaggio nel ventennio precedente, Lorica comincia a subire un lento processo di degrado, accompagnato da un forte calo turistico seguito da una totale paralisi degli investimenti necessari a rendere appetibile e a migliorare le capacità e l'accoglienza del villaggio.
A Lorica negli anni settanta non si investe più. Ad accentuare il vertiginoso declino del villaggio, c'è la realizzazione nella prima metà degli anni settanta, della SS 107, una strada moderna e di grande comunicazione, che favorirà lo sviluppo di Camigliatello Silano, a danno di Lorica. A breve Camigliatello subirà un forte processo evolutivo di sviluppo economico e turistico, in contrapposizione con il declino che nel frattempo Lorica stava vivendo. Da questi anni in poi, si accenderà una sorta di rivalità fra le due località turistiche, che negli anni a venire troverà altri punti e spazi di grande dibattito.

### La rivalità con la “cugina” Camigliatello
Di sicuro ad alimentare questa rivalità contribuiranno le scelte politiche che investiranno l'altopiano silano in quel tempo. Gli abitanti di Lorica e chi aveva investito sullo sviluppo del villaggio, si sentirono traditi dalla scelta localizzativa del tracciato della futura SS 107, che tagliava fuori il villaggio dal turismo di massa che in quegli anni stava interessando la Sila. Potenziare infrastrutturalmente una località che già possedeva un sistema importante di comunicazione quale la ferrovia (mentre Lorica non aveva e non possiede tutt'oggi una ferrovia), fu un segno di chiara preferenza su quale delle due mete avrebbe dovuto supportare e lanciate il turismo sull'altopiano calabrese. Camigliatello inoltre, oltre ad essere piuttosto attrezzata a livello infrastrutturale, si avvantaggiava anche della vicinanza con il capoluogo Cosenza (che da lì a breve avrebbe subito anch'essa un forte processo di urbanizzazione e sviluppo economico), e di conseguenza dell'unica autostrada calabrese che in quegli anni stava per vedere la luce, ovvero l'Autostrada A3 Salerno-Reggio Calabria. Ma la realizzazione della SS 107 non fu l'unico segno tangibile di un trattamento disparitario fra le due località turistiche più importanti della Sila. Camigliatello vivrà una grande crescita economica che la porterà ben presto a divenire la più grande ed attrezzata meta silana, sia per quel che riguarda l'offerta ricettiva ed alberghiera, che per quel che riguarda la crescita urbana generale.
Dopo che nel 1968 venne ufficializzato il “Parco nazionale della Calabria”, Camigliatello vide accrescere ancor più il suo prestigio, grazie alla realizzazione del vicino Centro visite del Cupone e di alcune riserve naturali fra le quali quella del Tasso, mentre Lorica dovette sostenere un ruolo secondario in tutti questi processi.
Oramai Camigliatello era divenuta meta di turismo di massa, conosciuta e riportata su tutte le agende del turismo italiano, e solo questo può giustificare la scelta effettuata tra la fine degli anni novanta e l'inizio del duemila di realizzare un moderno sistema di cabinovia, possibile grazie ad un ingente investimento economico. Diciamo questo perché, le piste da discesa di Camigliatello e i relativi impianti di risalita, furono realizzati sul versante più esposto al sole di Monte Curcio, impianti e piste visibili anche attraversando la SS 107, con la conseguenza di ottenere un paesaggio certamente suggestivo, ma con piste che riescono ad essere praticate mediamente, solo per un paio di mesi l'anno.
Al contrario le piste da discesa di Lorica, essendo ombreggiate ed esposte poco al sole, oltreché realizzate ad altezze altimetriche più elevate (1930 m di Botte Donato contro i 1780 m di Monte Curcio), riescono ad essere fruibili anche oltre i 4 - 5 mesi all'anno (solitamente da dicembre ad aprile inoltrato). Quando a metà anni novanta si cominciò a discutere del rinnovamento degli impianti di risalita, sembrava logico pensare che finalmente su Lorica potessero essere ripresi quegli investimenti che erano oramai congelati da decenni, ma ancora una volta le speranze furono disattese. A completamento degli impianti di Monte Curcio, le polemiche non si fecero attendere, ed ancora oggi a distanza di un decennio, puntualmente dalle testate giornalistiche locali, fuoriesce la controversia, accompagnata dalla promessa che anche Botte Donato avrà ben presto i suoi nuovi impianti di risalita.

## Il nuovo millennio e la rinascita

### Lorica scelta come sede del Parco nazionale della Sila

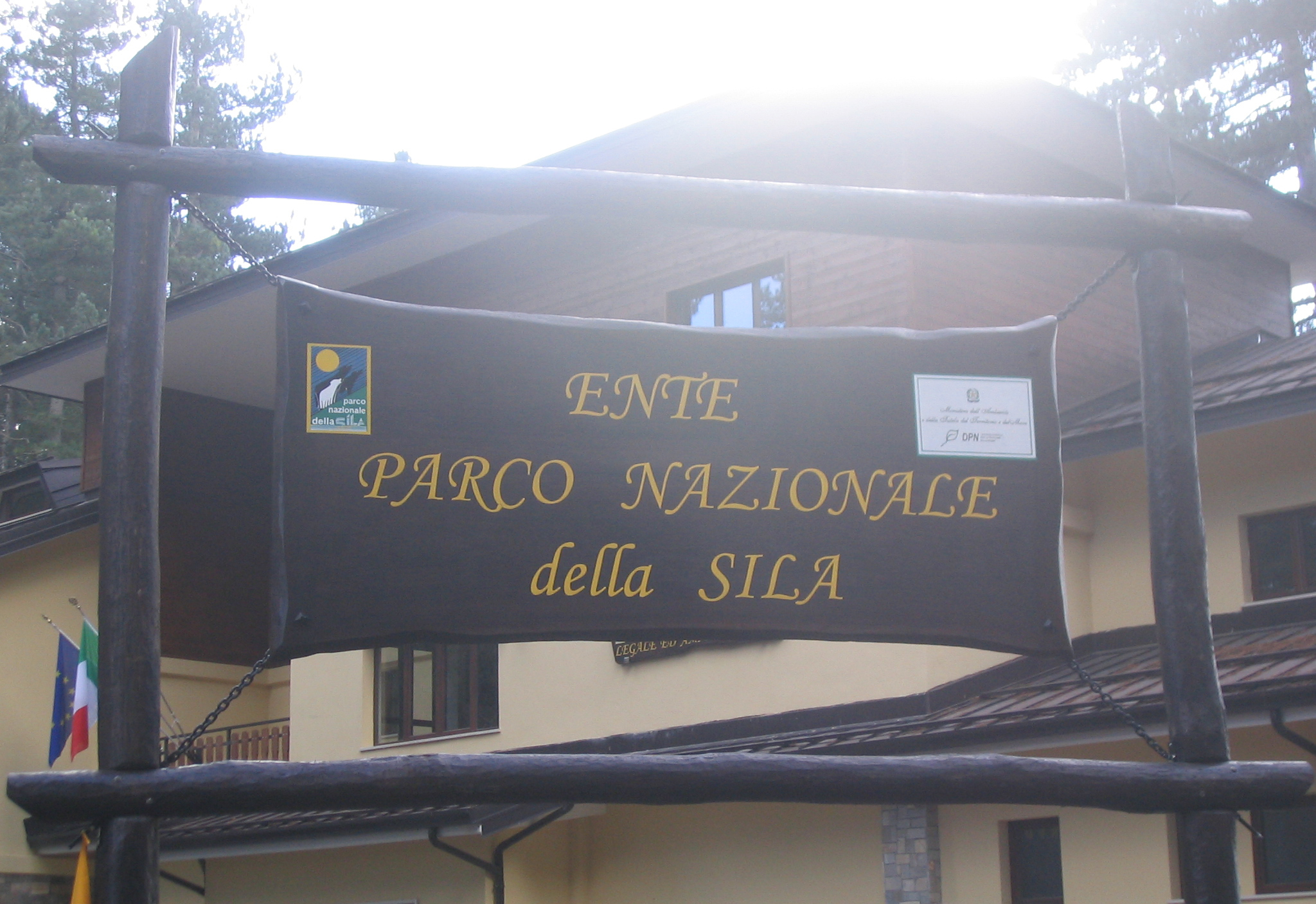
La tabella della Sede

Il riscatto Lorica lo otterrà in quello che è stato considerato l'ultima spiaggia utile per poter rilanciare il villaggio. Nel 2002, dopo un travaglio durato cinque anni, il villaggio silano venne scelto come luogo ideale per ospitare la sede del Parco nazionale della Sila appena istituito. La scelta, come è ovvio pensare, non fu facile ma piuttosto tribolata. L'ente “Parco nazionale della Sila” istituito formalmente nel 1997, con sede provvisoria a Catanzaro (dal 2002 fino al 2007), impiegò ben 5 anni per organizzarsi amministrativamente e per scegliere la sede adatta ad ospitare gli uffici del Parco. Le località che si contesero la scelta furono le località più rinomate della Sila Grande, ovvero Trepidò, Camigliatello e Lorica, ma soprattutto il paese di Longobucco, l'unico centro urbano inserito completamente nella perimetrazione del Parco.
Con sorpresa degli addetti alla stampa che davano come sicura sede Longobucco, questa fu la prima delle tre ad essere scartata, poiché si preferì ubicare la sede del Parco in un territorio facilmente accessibile, collegato bene infrastrutturalmente e possibilmente baricentrico nell'area Parco. Si giunse alla fine in una sorta di ballottaggio fra Camigliatello e Lorica, come ospitante la sede del Parco. La scelta di Camigliatello era appoggiata da una buona e forte fazione politica, evidenziandone il grado di sviluppo che il luogo aveva oramai raggiunto anche a livello nazionale, che fra infrastrutture e grandi potenzialità, con la possibilità di raggiungere facilmente la sede, avrebbe favorito lo sviluppo di tutto il comprensorio silano e non solo del villaggio di Camigliatello. D'altro canto Lorica, per la bellezza del paesaggio e per il ruolo baricentrico posto all'interno del Parco nazionale, fu subito la scelta ambita dalla Commissione preposta all'individuazione della nuova sede del Parco. Lorica non viveva in quel periodo momenti di folgorante splendore, e necessitava di interventi ed investimenti urgenti, onde evitare di decretarne il definitivo fallimento del villaggio, e su queste ultime carte giocarono i sostenitori di Camigliatello come scelta della sede.
Nonostante i buoni propositi di Camigliatello, alla fine a spuntarla fu Lorica, grazie anche ad una serie di circostanze alquanto importanti al fine della scelta, tra cui l'opinione e il volere della politica locale e provinciale. Lorica fu premiata soprattutto per due motivi: primo perché nella perimetrazione del Parco la località è posta esattamente al centro del Parco, raggiungibile da tutti i villaggi rurali ricadenti del Parco e con una buona dote di infrastrutture viarie (anche se Camigliatello in quest'ultimo punto le era e le è superiore); secondo perché il villaggio è dentro il Parco, mentre gli operatori economici di Camigliatello si spesero molto per non avere il centro urbano del villaggio all'interno del Parco, perché convinti che una volta dentro la perimetrazione, tutte le attività edilizie, in atto e future, fossero bloccate da leggi esigenti di tutela del territorio. La posizione baricentrica è stata, dunque, ritenuta fondamentale per la finalità della scelta.
Da sottolineare che un ruolo determinante fu giocato dal comune di San Giovanni in Fiore, il più popoloso e territorialmente più vasto di tutta la Sila, e sul quale, a perimetrazione dei confini effettuati e scelti, cadde gran parte del territorio del Parco (¼ di tutto il territorio del Parco ricade nel comune di San Giovanni in Fiore). Il comune di San Giovanni in Fiore, nel momento cruciale della scelta della sede, quando da una parte sembrava che veleggiassero con più forza le notizie di Camigliatello come scelta più probabile, si mise di traverso nella trattativa per la scelta definitiva a mo' di “aut aut”. Appoggiato dagli altri comuni di Lorica, da enti e da associazioni ambientaliste, l'amministrazione di San Giovanni in Fiore riuscì a convincere la parte politica più scettica, con un'azione alquanto efficace, raggiungendo lo scopo finale della scelta della sede del Parco nel villaggio di Lorica in territorio comunale di San Giovanni in Fiore. Grande merito ebbe anche la Comunità montana Silana, poiché offri subito come sede per l'Ente l'ex autostello di loro proprietà, incaricandosi delle spese e del progetto di ristrutturazione dei locali.

### Gli impianti di risalita di Lorica

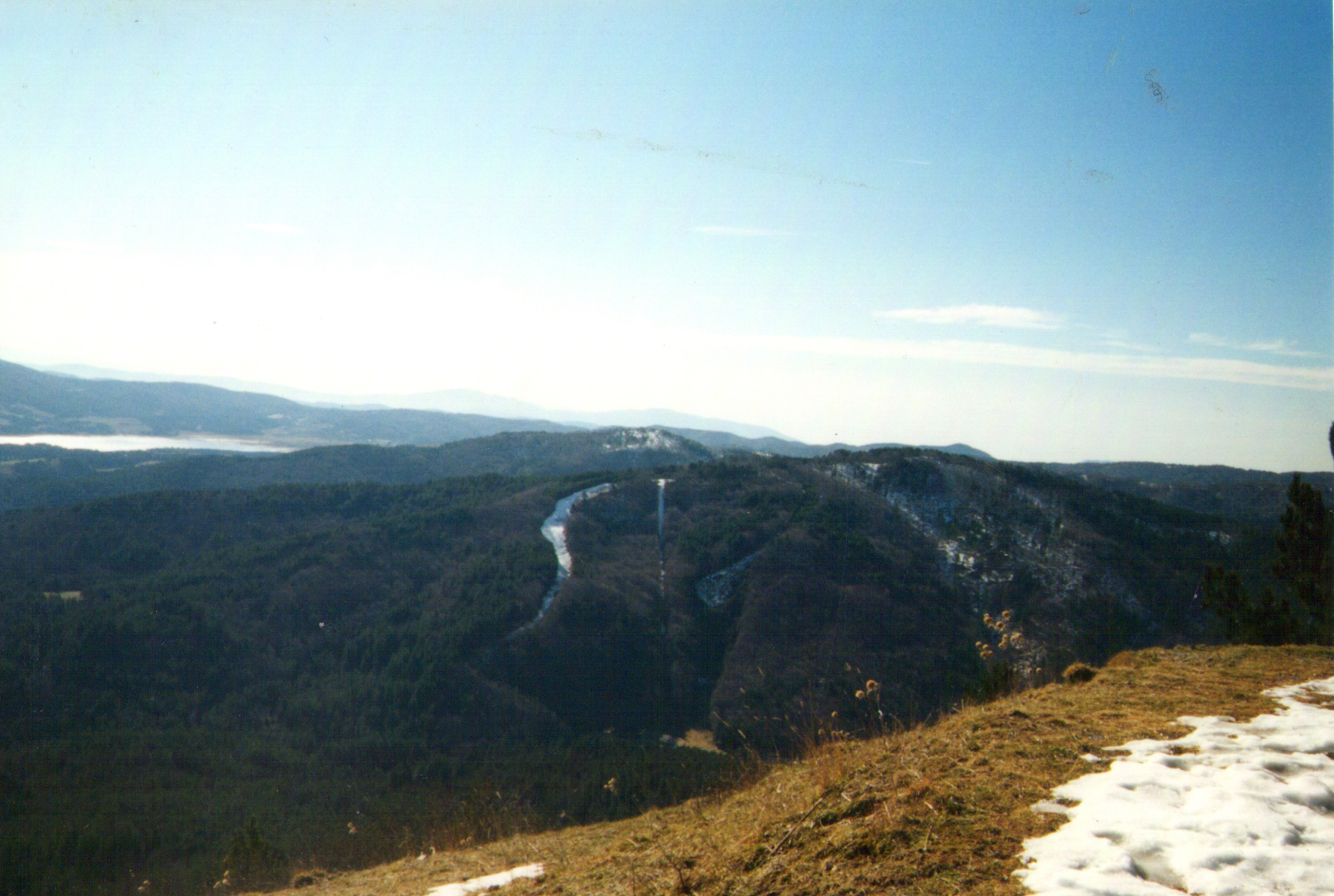
Gli impianti di risalita di Marinella di Coppo visti dalla strada delle vette

Gli impianti di risalita distano circa 4 km dal centro del villaggio. Realizzati nella vallata del “Cavaliere”, gli impianti partono da una quota altimetrica di 1405, giungendo fino a quota 1877 presso un versante del complesso del Monte Botte Donato, percorrendo una lunghezza di 2,206 km di percorso, con un dislivello di 472 metri. Prima della cabinovia attualmente presente, vi erano 186 ceste (una delle quali è attualmente ubicata al cento della rotatoria da cui ha inizio la strada che conduce alla vallata del "Cavaliere") con una velocità di servizio di 1,7 m/s che dunque impiegavano circa 20 minuti nella risalita. Una volta in cima si possono scegliere 3 piste. Quella di rientro, che porta fino alla stazione di ripartenza, di facile impiego per sciatori in erba, lunga 2200 metri. Poi ci sono le due discese della “Valle dell'Inferno”. L'inferno I lunga 810 metri e la II lunga 950 metri.
Ai piedi delle piste della Valle dell'Inferno, vi sono due skilift, con quota di partenza di 1.665 mentre si arriva sempre alla cima del versante con quota 1.877 metri, e un dislivello di 212 metri. Come il villaggio anche la stazione di partenza è fornita di rifugio, di bar, ristorante e di tutti i servizi necessari per il primo intervento. La vecchia cestovia è stata smantellata. Al suo posto è stata installata una moderna cabinovia, riaperta al pubblico lo scorso 29 Dicembre 2021 e attualmente gestita dalla Società Ferrovie della Calabria.

### I progetti in atto e quelli ipotizzati
Dopo l'insediamento della sede del parco nazionale della Sila, a Lorica sono ripresi gli interventi di servizi e realizzazione di strutture ed infrastrutture, interventi di un certo spessore che mancavano dal villaggio da alcuni decenni. 
Il primo intervento effettuato è stata la ristrutturazione dell'ex Autostello dell'ACI, divenuta in seguito la nuova sede del Neo ente.
L'intervento più importante è invece il “Progetto per la realizzazione del Centro olimpico per il canottaggio, con i lavori iniziati da quasi due anni e in fase di completamento. Altri lavori stanno interessando il centro turistico, come il rifacimento di tutte le sezioni dei marciapiedi e dell'illuminazione. 
Altre opere importanti sono previste sotto il profilo ricettivo, con l'incentivazione per l'apertura di agriturismi e bed&breakfast, e con la ristrutturazione si alcuni esercizi alberghieri abbandonati da tempo. Esistono progetti di riammodernamento e collegamento con gli impianti di Camigliatello Silano dal Monte Botte Donato al Monte Scuro uniti dalla strada delle vette.

### Lorica oggi
Dopo l'istituzione del Parco ed i relativi lavori che si stanno realizzando negli ultimi anni, il villaggio si sta riprendendo i fasti di un tempo. Il vorticoso sviluppo edilizio e quel tanto auspicato turismo di massa che non hanno investito il villaggio negli ultimi 20 anni, pur non portando ricchezza propriamente economica, in realtà hanno preservato le peculiarità tipiche del villaggio, quelle che ne hanno determinato la nomea di "Perla della Sila".
L'aver preservato il territorio sia da un'edilizia selvaggia (troppo spesso tipica della regione Calabria), che da un turismo di massa, confusionario del "mordi e fuggi", ne ha fatto riscoprire le bellezze tipiche del villaggio, soprattutto al di fuori dei confini nazionali. Lo testimonia il fatto che negli ultimi 5 anni, circa 40 villini, in stato di parziale degrado, sono stati acquistati e ristrutturati da turisti inglesi, che in questo tranquillo angolo di Sila hanno scelto di trascorrere parte delle loro vacanze annuali.

## Cultura ed intrattenimento
Lorica è sede di due manifestazioni culturali, che si svolgono nel periodo festivo:
- Transumanze Sila Festival: festival di musica, in collaborazione con Camigliatello Silano[10]
- Incontri silani: festival di filosofia e letteratura

## Lorica nel cinema e nei media
Alcune riprese del film su Gioacchino da Fiore Il Monaco che vinse l'Apocalisse di Jordan River sono state girate a Lorica.

## Chiesa di San Francesco alla Verna
Nella frazione è presente la parrocchia “S. Francesco alla Verna”, eretta il 26 dicembre 1972 da S.E. l'Arcivescovo di Cosenza Enea Selis e affidata ai Frati Minori. Si trova in un fitto bosco di pini e abeti. La facciata, con le caratteristiche pietre a vista, è sormontata da un timpano triangolare su cui poggia il campanile.

## Archeologia
Il territorio di Lorica rappresenta un importante sito archeologico del Paleolitico inferiore che riporta tracce del passaggio e dell'attività dell'Homo erectus, la specie ominide più antica che abbia abitato il continente europeo. Le ricerche archeologiche a cura della Soprintendenza per i Beni Archeologici della Calabria sono in corso dal 2004.

## Galleria d'immagini

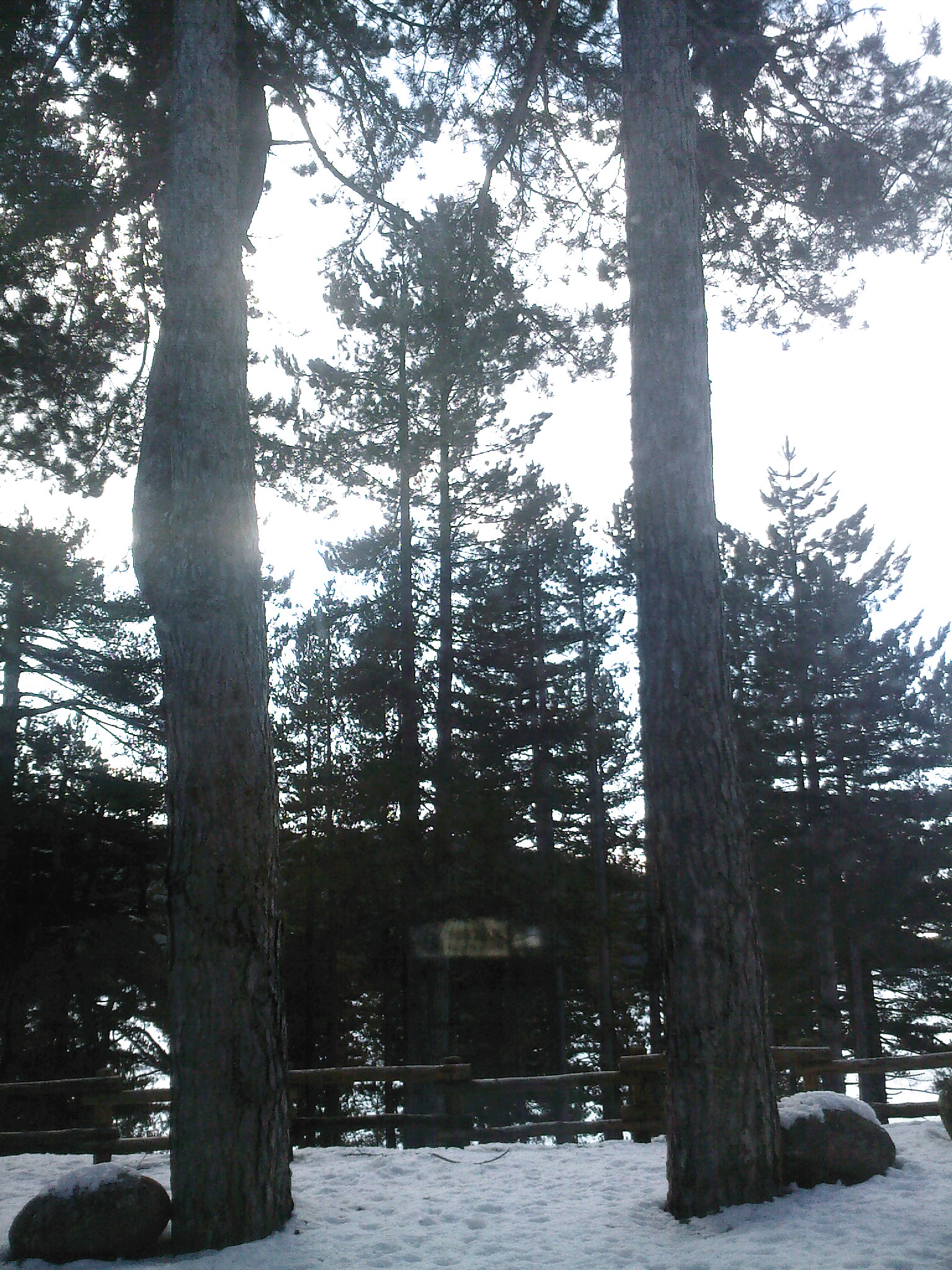
Il pino tipico silano - foto fatta presso la sede del Parco
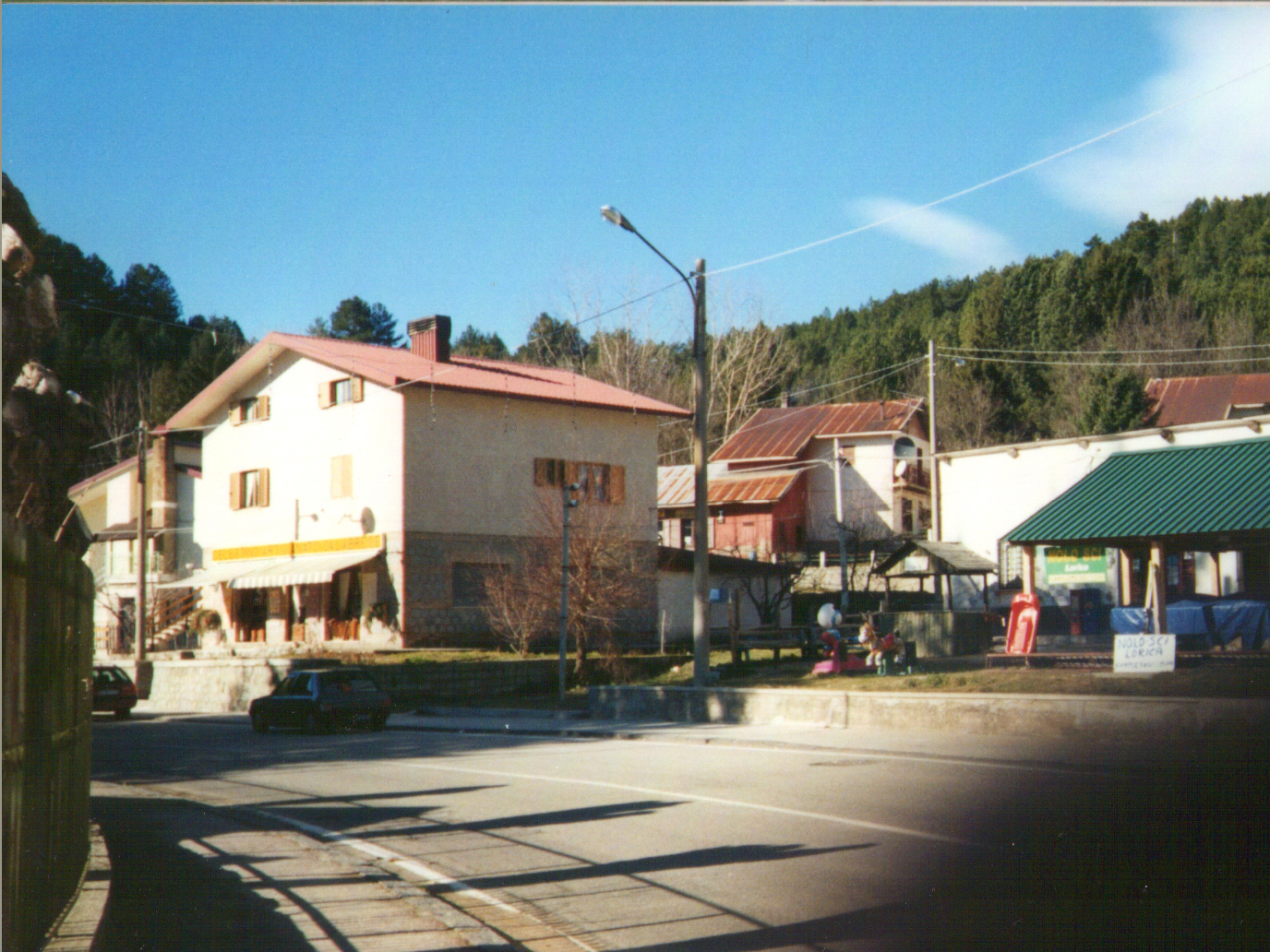
La SS 108 che attraversa il villaggio